# Бодигард под наем
„Бодигард под наем“ (на английски: Freelance) е американска екшън комедия от 2023 г. на режисьора Пиер Морел, а сценарият е на Джейкъб Ленц. Във филма участват Джон Сина, Алисън Бри, Хуан Пабло Раба и Крисчън Слейтър. Премиерата на филма е на 27 октомври 2023 г. от Релативити Медия.